# Mr Tembo
«Mr Tembo» es el cuarto sencillo lanzado por el cantante y compositor del líder de Blur/Gorillaz, Damon Albarn, desde su debut como solista álbum de estudio Everyday Robots. Su lanzamiento como sencillo se limita a los Estados Unidos. La canción de la colaboración de The Leytonstone City Mission Choir y contiene un sample de «Lions», desde el álbum de 1959 Way Out Humor como escrito e interpretado por Richard Buckley.

## Video musical
El 22 de abril de 2014, el bajista Seye actualiza en su Tumblr que Damon y su banda en vivo, The Heavy Seas, estaban filmando un video musical de la canción. El video musical fue lanzado el 13 de mayo de 2014. El video muestra a Damon y su banda The Heavy Seas además de material del verdadero Mr Tembo - un elefante bebé huérfano que Damon conoció durante un viaje a Tanzania. Las porciones Estudio-tiro del video fueron filmadas en Pentecostal City Mission Church en Leytonstone y cuenta con el coro de la iglesia, que también canta en el álbum.

## Lista de canciones
| N.º | Título                                                    | Duración |  |
| 1.  | «Mr Tembo» (featuring The Leytonstone City Mission Choir) | 3:43     |  |
| 2.  | «Mr Tembo» (instrumental)                                 | 3:43     |  |

## Personal
- Damon Albarn – vocales principales, ukulele, guitarra adicional, coros
- Lord Buckley – voz sample
- Veona Byfield-Bowen - coo
- Dan Carpenter - trompeta
- Kris Chen - Spoken word
- Margurita Edwards - coro
- Conroy Griffths - coro
- Richard Russell – producción, sampleo, programación de batería, tambores, efectos
- Stephen Sedgwick – grabación, ingeniería, mezcla
- Ollie Langford - violín
- The Leytonstone City Mission Choir – coro, coros, invitado especial
- Celia Murphy - coro
- Mary Oldacre - coro
- Mike Smith - arreglos de cuerda
- Patsy Walsh - coro